# Theroscopus fukuiyamensis
Theroscopus fukuiyamensis är en stekelart som först beskrevs av Tohru Uchida 1936.  Theroscopus fukuiyamensis ingår i släktet Theroscopus och familjen brokparasitsteklar. Inga underarter finns listade i Catalogue of Life.